# Stazione di Quattro Ville
La stazione di Quattro Ville è una fermata ferroviaria posta sulla linea Verona-Modena. Serve il centro abitato di Villanova, frazione del comune di Modena, e prende il nome dalla Strada delle Quattro Ville. È inoltre una stazione di interconnessione per la linea AV/AC (Alta velocità) Milano-Bologna.

## Movimento
La fermata è servita dai treni regionali in servizio sulla relazione Carpi-Modena, cadenzati a frequenza oraria e svolti da Trenitalia Tper nell'ambito del contratto di servizio stipulato con la regione Emilia-Romagna.
A novembre 2019, la stazione risultava frequentata da un traffico giornaliero medio di circa 118 persone (59 saliti + 59 discesi).

## Servizi
La stazione è classificata da Rete Ferroviaria Italiana (RFI) nella categoria bronze.